# The Punisher (videojuego arcade)
The Punisher es un videojuego arcade publicado por Capcom en 1993 con las estrellas antihéroes del cómic de Marvel The Punisher, y el coprotagonista Nick Fury como personaje del segundo jugador. Es un beat 'em up donde Punisher y Fury tienen la misión de frustrar los crímenes de lord Kingpin, con la participación de varios enemigos y jefes finales combatiéndolos mano a mano. El eslogan del juego es: «Si eres culpable, estás muerto». Este fue el último juego en que trabajó Yōko Shimomura para Capcom antes de irse a Squaresoft.

## Estilo de juego
El estilo de juego beat'em up sigue la misma formula establecida por Capcom en Final Fight. Al igual que el juego de Capcom Cadillacs and Dinosaurs hizo antes, hay una característica distintiva de este juego que es el uso frecuente de varias armas de fuego (Ingram MAC-10, Fusil M16, lanzallamas) junto a otras armas más tradicionales (como bates de béisbol, martillos, cuchillos, katanas y shuriken), y también armas improvisadas (como tuberías, extintores,bolsas de cemento o placas de acero). También hay varias partes del juego en que los personajes automáticamente desenfundan sus pistolas para disparar a sus enemigos. Algunos elementos de fondo pueden destruirse, y algunas veces contienen recompensas extras.
A diferencia de Final Fight y otros muchos juegos beat'em up de la época, con personajes diferentes dependiendo del tamaño y velocidad. El tamaño, habilidades, y tácticas de Punisher y Nick Fury's son esencialmente las mismas; ambos usan el mismo puñetazo básico, lanzamiento, y llaves de lucha libre. Hay varios jefes de final de nivel, que son conocidos villanos de los cómics de Marvel como Bonebreaker, Bushwacker, Jigsaw, y finalmente Kingpin. Bruno Costa y su banda también aparecen en el juego como enemigos habituales del juego; Otros tipos de enemigos a derrotar son bandas callejeras, mafiosos, cyborgs, luchadores de artes marciales y asesinas kunoichi.
El parche del ojo de Nick Fury's no aparece completamente alrededor de la cabeza en la versión arcade.

## Adaptación a Sega Mega Drive
El juego fue relanzado para Sega Genesis en Norteamérica en 1994 y en Europa para Mega Drive en 1995. Esta versión, publicada por Capcom, fue desarrollada por Sculptured Software. Se realizaron varios cambios al juego, incluida alguna censura (Los enemigos ninjas femeninos no aparecen medio desnudas, mientras que el jefe Scully no es disparado después de su interrogatorio). Además, muchos de los objetos de fondo que se podían romper se hicieron irrompibles, debido a las limitaciones del hardware de la época.